# Multilingual User Interface
Multilingual User Interface (MUI) je v informatice označení pro technologii společnosti Microsoft, která umožňuje v Microsoft Windows, Microsoft Office a dalších produktech používat několik jazyků v rámci jednoho produktu. Každý uživatel si tak může na jednom počítači vybrat svůj preferovaný jazyk pro uživatelské prostředí (GUI). MUI bylo poprvé představeno ve Windows 2000 a až do Windows 7 byla k dispozici vybraným zákazníkům jako oddělená část od systému. Od Windows 8 je MUI součástí systému a každý uživatel si může kdykoli změnit jazyk uživatelského rozhraní.
Pro technologii Multilingual User Interface vlastní společnost Microsoft mezinárodní patent "MUI pro operační systém" (US patent číslo: 6252589). Autory MUI jsou Bjorn C. Rettig, Edward S. Miller, Gregory Wilson, and Shan Xu.
Samotná technologie MUI si prošla vlastním vývojem. Pro systémy Windows 2000 a Windows XP je k dispozici MUI vždy jako doplněk (add-on) pro anglický systém. Od Windows Vista je každý produkt vyvinut jako jazykově neutrální a je tím pádem možné MUI s jiným jazykem instalovat do jakéhokoli systému s jakýmkoli jazykem. Od Windows Vista je také MUI k dispozici jako jazykový balíček v podobě CAB souboru, který si systém instaluje sám. Pro starší systémy byl MUI k dispozici jako instalační balíček ve formě klasické instalace.
Od Windows 8 mají uživatelé také výhodu v tom, že mají MUI k dispozici pro kteroukoli verzi systému. Není třeba pořizovat vyšší verzi Windows Pro, jen proto, abyste měli k dispozici uživatelské prostředí v dalších jazycích.